# Cyanide (desenvolvedora)
A Cyanide SA (também conhecida como Cyanide Studio) é uma desenvolvedora francesa de videogames com sede no subúrbio de Nanterre, em Paris. A empresa foi fundada em 2000 por Patrick Pligersdorffer, ex- Ubisoft. Desde 2007, a Cyanide opera um segundo estúdio, Amusement Cyanide, em Montreal, Canadá, e emprega um total de 110 funcionários em 2018. A Cyanide foi adquirida pela editora francesa Bigben Interactive (agora Nacon) em maio de 2018.
A Big Bad Wolf, fundada em 2015 em Bordeaux, e a Rogue Factor, fundada em 2013 em Montreal, são filiais da Cyanide.

## História
Antes de fundar a Cyanide, Patrick Pligersdorffer começou a trabalhar na indústria de videogames com a Ubisoft, onde ajudou na abertura de um estúdio de desenvolvimento interno no Japão. Depois de deixar a Ubisoft, Pligersdorffer fundou a Cyanide em Nanterre em 2000. Em novembro de 2007, a Cyanide anunciou que havia montado um novo estúdio em Montreal, no Canadá. Na época, o novo estúdio, conhecido como Amusement Cyanide, foi encarregado de criar uma nova engine de animação 3D proprietária para um jogo que estava em desenvolvimento na sede da Cyanide. Em 14 de maio de 2018, a publisher francesa Bigben Interactive (agora Nacon) anunciou que havia adquirido totalmente a Cyanide por um valor total de 20 milhões de euros. Nessa época, a Cyanide empregava 110 pessoas em seus dois estúdios. A Focus Home Interactive, publisher principal da Cyanide, também tentou anteriormente assumir o estúdio, mas foi rejeitada pelo conselho supervisor da desenvolvedora, o que acabou levando à renúncia do diretor executivo da Focus Home Interactive, Cédric Lagarrigue.

## Títulos desenvolvidos

### Jogos pela Cyanide
| Ano  | Título                                    | Platforma(s)                                                                      | Publisher              |
| ---- | ----------------------------------------- | --------------------------------------------------------------------------------- | ---------------------- |
| 2001 | Cycling Manager                           | Windows                                                                           | Focus Home Interactive |
| 2002 | Cycling Manager 2                         | Windows                                                                           | Focus Home Interactive |
| 2003 | Cycling Manager 3                         | Windows                                                                           | Focus Home Interactive |
| 2003 | Final Stretch: Horse Racing Sim           | Windows                                                                           | Bigben Interactive     |
| 2004 | Chaos League                              | Windows                                                                           | Focus Home Interactive |
| 2004 | Cycling Manager 4                         | Windows                                                                           | Focus Home Interactive |
| 2004 | Pro Rugby Manager                         | Windows                                                                           | Focus Home Interactive |
| 2005 | Chaos League: Sudden Death                | Windows                                                                           | Focus Multimedia       |
| 2005 | Pro Cycling Manager                       | Windows                                                                           | Focus Home Interactive |
| 2005 | Pro Rugby Manager 2                       | Windows                                                                           | Digital Jesters        |
| 2005 | Pro Rugby Manager 2005                    | Windows                                                                           | Scubb Interactive      |
| 2006 | Horse Racing Manager 2                    | Windows                                                                           | Micro Application      |
| 2006 | NFL Head Coach                            | Windows, PlayStation 2, Xbox                                                      | Electronic Arts        |
| 2006 | Pro Cycling Manager: Season 2006          | Windows                                                                           | Focus Home Interactive |
| 2006 | Wintersport Pro 2006                      | Windows                                                                           | Crimson Cow            |
| 2007 | Loki                                      | Windows                                                                           | Focus Home Interactive |
| 2007 | Pro Cycling: Season 2007                  | PlayStation Portable                                                              | Focus Home Interactive |
| 2007 | Pro Cycling Manager: Season 2007          | Windows                                                                           | Focus Home Interactive |
| 2007 | Runaway 2: The Dream of the Turtle        | Nintendo DS                                                                       | Focus Home Interactive |
| 2008 | Pro Cycling: Season 2008                  | PlayStation Portable                                                              | 93 Games               |
| 2008 | Pro Cycling Manager: Season 2008          | Windows                                                                           | Focus Home Interactive |
| 2009 | Blood Bowl                                | Windows, Nintendo DS, PlayStation Portable, Xbox 360                              | Focus Home Interactive |
| 2009 | Le Tour de France 2009: The Official Game | Xbox Live Arcade                                                                  | Focus Home Interactive |
| 2009 | Pro Cycling Manager: Season 2009          | Windows                                                                           | Focus Home Interactive |
| 2010 | Blood Bowl: Legendary Edition             | Windows                                                                           | Focus Home Interactive |
| 2010 | Dungeon Raiders                           | Nintendo DS                                                                       | UFO Interactive Games  |
| 2010 | Pro Cycling Manager: Season 2010          | Windows                                                                           | Focus Home Interactive |
| 2011 | Le Tour de France                         | PlayStation 3, Xbox 360                                                           | Focus Home Interactive |
| 2011 | Pro Cycling Manager: Season 2011          | Windows                                                                           | Focus Home Interactive |
| 2012 | Blood Bowl: Chaos Edition                 | Windows                                                                           | Focus Home Interactive |
| 2012 | Confrontation                             | Windows                                                                           | Focus Home Interactive |
| 2012 | Dungeonbowl                               | Windows                                                                           | Cyanide                |
| 2012 | Game of Thrones                           | Windows, PlayStation 3, Xbox 360                                                  | Focus Home Interactive |
| 2012 | Le Tour de France 2012                    | PlayStation 3, Xbox 360                                                           | Focus Home Interactive |
| 2012 | Of Orcs and Men                           | Windows, PlayStation 3, Xbox 360                                                  | Focus Home Interactive |
| 2012 | Pro Cycling Manager: Season 2012          | Windows                                                                           | Focus Home Interactive |
| 2013 | Aarklash: Legacy                          | Windows                                                                           | Cyanide                |
| 2013 | Dungeon Party                             | Windows                                                                           | Cyanide                |
| 2013 | Le Tour de France 2013: 100th Edition     | PlayStation 3, Xbox 360                                                           | Focus Home Interactive |
| 2013 | Pro Cycling Manager: Season 2013          | Windows                                                                           | Focus Home Interactive |
| 2014 | Basketball Pro Management 2015            | Windows                                                                           | Cyanide                |
| 2014 | Dogs of War Online                        | Windows                                                                           | Cyanide                |
| 2014 | Front Page Sports Football                | Windows                                                                           | Cyanide                |
| 2014 | Le Tour de France: Season 2014            | PlayStation 3, PlayStation 4, Xbox 360                                            | Focus Home Interactive |
| 2014 | PRM 2015: Pro Rugby Manager               | Windows                                                                           | 505 Games              |
| 2014 | Pro Cycling Manager 2014                  | Windows                                                                           | Focus Home Interactive |
| 2014 | Styx: Master of Shadows                   | Windows, PlayStation 4, Xbox One                                                  | Focus Home Interactive |
| 2015 | Blood Bowl 2                              | Windows, PlayStation 4, Xbox One                                                  | Focus Home Interactive |
| 2015 | Le Tour de France: Season 2015            | PlayStation 4, Xbox One                                                           | Focus Home Interactive |
| 2015 | Pro Cycling Manager 2015                  | Windows                                                                           | Focus Home Interactive |
| 2016 | Le Tour de France: Season 2016            | PlayStation 4, Xbox One                                                           | Focus Home Interactive |
| 2016 | Pro Basketball Manager 2016               | Windows                                                                           | Cyanide                |
| 2016 | Pro Basketball Manager 2016: US Edition   | Windows                                                                           | Cyanide                |
| 2016 | Pro Cycling Manager 2016                  | Windows                                                                           | Focus Home Interactive |
| 2017 | Le Tour de France: Season 2017            | PlayStation 4, Xbox One                                                           | Focus Home Interactive |
| 2017 | Pro Basketball Manager 2017               | Windows                                                                           | Cyanide                |
| 2017 | Pro Cycling Manager 2017                  | Windows                                                                           | Focus Home Interactive |
| 2017 | Styx: Shards of Darkness                  | Windows, PlayStation 4, Xbox One                                                  | Focus Home Interactive |
| 2018 | Call of Cthulhu                           | Windows, PlayStation 4, Xbox One, Nintendo Switch                                 | Focus Home Interactive |
| 2018 | Le Tour de France: Season 2018            | PlayStation 4, Xbox One                                                           | Focus Home Interactive |
| 2018 | Pro Cycling Manager 2018                  | Windows                                                                           | Focus Home Interactive |
| 2018 | Space Hulk: Tactics                       | Windows, PlayStation 4, Xbox One                                                  | Focus Home Interactive |
| 2019 | Blood Bowl: Death Zone                    | Windows                                                                           | Bigben Interactive     |
| 2019 | Tour de France: Season 2019               | PlayStation 4, Xbox One                                                           | Bigben Interactive     |
| 2019 | Paranoia: Happiness is Mandatory          | Windows                                                                           | Bigben Interactive     |
| 2019 | Pro Cycling Manager Season 2019           | Windows                                                                           | Bigben Interactive     |
| 2020 | Pro Cycling Manager 2020                  | Windows                                                                           | Nacon                  |
| 2020 | Tour de France 2020                       | Windows, PlayStation 4, Xbox One                                                  | Nacon                  |
| 2021 | Pro Cycling Manager 2021                  | Windows                                                                           | Nacon                  |
| 2021 | Rogue Lords                               | Windows, Nintendo Switch, PlayStation 4, Xbox One                                 | Nacon                  |
| 2021 | Tour de France 2021                       | Windows, PlayStation 4, Xbox One                                                  | Nacon                  |
| 2021 | Werewolf: The Apocalypse - Earthblood     | Windows, PlayStation 4, PlayStation 5, Xbox One, Xbox Series X/S                  | Nacon                  |
| 2022 | Tour de France 2022                       | Windows, PlayStation 4, PlayStation 5, Xbox One, Xbox Series X/S                  | Nacon                  |
| 2022 | Pro Cycling Manager 2022                  | Windows                                                                           | Nacon                  |
| 2023 | Chef Life                                 | Windows, Nintendo Switch, PlayStation 4, PlayStation 5, Xbox One, Xbox Series X/S | Nacon                  |
| 2023 | Blood Bowl 3                              | Windows, Nintendo Switch, PlayStation 4, PlayStation 5, Xbox One, Xbox Series X/S | Nacon                  |

### Jogos pela Amusement Cyanide
| Ano  | Título                     | Plataforma(s) | Editor                 |
| ---- | -------------------------- | ------------- | ---------------------- |
| 2011 | A Game of Thrones: Genesis | Windows       | Focus Home Interactive |
| 2013 | Impire                     | Windows       | Paradox Interactive    |

### Jogos pela Big Bad Wolf
| Ano  | Título                             | Plataforma(s)                                                                     | Editor                 |
| ---- | ---------------------------------- | --------------------------------------------------------------------------------- | ---------------------- |
| 2018 | The Council                        | Windows, PlayStation 4, Xbox One                                                  | Focus Home Interactive |
| 2022 | Vampire: The Másquerade - Swansong | Windows, Nintendo Switch, PlayStation 4, PlayStation 5, Xbox One, Xbox Series X/S | Nacon                  |

### Jogos pela Rogue Factor
| Ano  | Título                       | Plataforma(s)                           | Editor                 |
| ---- | ---------------------------- | --------------------------------------- | ---------------------- |
| 2015 | Mordheim: City of the Damned | Windows                                 | Focus Home Interactive |
| 2016 | Mordheim: City of the Damned | PlayStation 4, Xbox One                 | Focus Home Interactive |
| 2020 | Necromunda: Underhive Wars   | Windows, PlayStation 4, Xbox One        | Focus Home Interactive |
| 2023 | Hell is Us                   | Windows, PlayStation 5, Xbox Series X/S | Nacon                  |